# Floresomys
Genre
Espèce
Floresomys guanajuatoensis, seul représentant du genre Floresomys, est une espèce de rongeurs fossiles.